# Кураж базар

Логотип «Кураж Базар»

«Кураж Базар» — перша київська благодійна барахолка (блошиний ринок), яку створила у 2014 році Альона Гудкова.
Кураж проходить у вихідні один раз на місяць із лютого до грудня та об'єднує приблизно 15 000 людей. Станом на вересень 2019 відбулося вже 37 подій. Загальний збір грошей на благодійність через Українську біржу благодійності на вересень 2019 становив 6 648 428.03 грн.

## Девіз і правила
Девіз Куражу — будь собою. У правилах відвідування заходу зазначено: «Кураж — це захід, на якому найвищою цінністю є люди, доброта, толерантність та допомога іншим. Кожен гість або учасник, що стає частиною нашої спільноти, має сповідувати такі ж цінності та бути гідним її членом. Це місце вільне від дискримінації, осуду та будь-яких негативних емоцій. Це територія свободи, на якій абсолютно кожна людина, незалежно від кольору шкіри, віросповідання, політичних поглядів, діагнозів, соціального статусу та орієнтації має право почувати себе у цілковитій безпеці та комфорті й отримувати лише позитивні емоції від усього, що її оточує. Кураж поважає свободу самовираження у межах, що не порушують гідність та права інших людей.»

## Місце проведення
Барахолка проходить на другому поверсі 19-го павільйону Національного експоцентру України. Торгівлю ведуть близько 350 продавців, у приміщенні також розташовані зона з фуд-кортом, інклюзивна дитяча зона й ігровий майданчик (цілодобово у відкритому доступі). Під час заходів на території відбуваються концерти відомих українських виконавців.
Простір барахолки поділено на дві частини: «Старе» та «Нове». У частині «Старе» містяться вживані речі, одяг, взуття, антикваріат, вініл, комікси та інше. У частині «Нове» є речі молодих українських брендів фешн-ринку.
Раз на рік Кураж організовує «Велику благодійну барахолку», весь прибуток від якої йде на різні проєкти допомоги дітям: соціалізацію дітей з інвалідністю, придбання ліків, допомогу дітям із вадами серця і передчасно народженим малюкам. У межах цього заходу благодійна барахолка допомагала благодійному фонду «Таблеточки», який бореться з дитячою онкологією, фонду «Життєлюб», який підтримує людей похилого віку, а також надавала адресну допомогу.

## Історія
Перший захід був проведений влітку 2014 року під назвою «The New Old». Захід проходив на Воздвиженці у форматі барахолки, де участь була безкоштовна, а вторговані при продажі вживаних речей кошти передавалася на благодійність. Його відвідали понад 8000 людей. У результаті організатори зібрали 110 000 грн на благодійність. Барахолки «The New Old» відбувалися двічі на рік.
У жовтні 2015 року з барахолки «The New Old» сформувався благодійний щомісячний проєкт «Кураж Базар», який змінив локацію на Арт-Завод «Платформа». Відтоді Кураж почав функціонувати як структурована барахолка з платною участю та попереднім відбором, з'явилися додаткові зони розваг, фуд-корт, живі виступи артистів та вечірки. Проєкт почав систематично збирати кошти на благодійність, передаючи внески від гостей та частину прибутку з організації заходу.
У вересні 2018 року Кураж знову змінив локацію та переїхав у 19-й павільйон комплексу Національного експоцентру України. Кураж Базар відремонтував тут павільйон 1970-х років, встановив інклюзивний дитячий майданчик та продовжує оновлювати павільйон і територію навколо.

## Благодійність
За 4 роки існування Кураж Базару через Українську біржу благодійності було зібрано 6 648 428.03 грн (станом на вересень 2019 року), без урахування коштів, зібраних через інші благодійні платформи та фонди. Завдяки співробітництву з українським інтернет-банком «Monobank» зібрано ще 3 090 597 грн на придбання обладнання в українські лікарні. За цей час завдяки благодійним внескам гостей Кураж Базару та партнерам було реалізовано понад 48 проєктів. Серед них: дві бібліотеки для незрячих, системи фільтрації повітря для Інституту Раку, серцеві оклюдери, інгалятори для людей з муковісцидозом, спортзал для реабілітації дітей з інвалідністю у Львові, інклюзивний табір «Космотабір», збір музичних інструментів для всієї України разом із Masterskaya, проект соціалізації людей з інвалідністю Open4u.
Кураж та Monobank
1 травня 2019 року разом із сервісом мобільного банку «Monobank» стартувала акція з благодійним кешбеком. Кожен охочий може підключити кешбек зі своєї картки та щомісяця передавати його на благодійний рахунок банку на платформі УББ. Наприкінці кожного місяця Monobank і Кураж звітують про отримані гроші та плани щодо їх витрат. Завдяки такій колаборації з травня до вересня 2019 року Кураж разом із Monobank зібрали понад 3 090 597 грн на благодійність та встигли реалізувати складні проєкти. Кожен користувач Monobank може відправляти кешбек на благодійність та слідкувати за тим, куди будуть витрачені ці гроші. Гроші потрапляють на персональні благодійні рахунки в Універсал Банку.
Космотабір
«Космотабір» — літній інклюзивний табір для дітей з комплексною інвалідністю, заснований ГО «Бачити серцем» у 2016 році. Починаючи з 2017 року табір існує за фінансової підтримки Куражу. Завдяки цьому на території створюється простір, де вільно спілкуються всі діти, незалежно від стану здоров'я. «Космотабір» відбувається щороку на території Новопечерської школи у м. Києві. Для участі в таборі запрошують різних людей, які проводять з дітьми заняття. У 2019 році в таборі виступали циркові артисти, влаштовували дискотеку, а також робили зарядку разом із тренерами відомих київських спортивних клубів.
За три роки на фінансування табору Кураж зібрав: у 2017 році — 283 954 грн; у 2018 році — 445 500 грн; у 2019 році — 1 500 000 грн на табір «Космотабір» та річне забезпечення Центру соціалізації дітей з інвалідністю OPEN.
Open4u
Центр соціалізації «Open4u» — інклюзивна арт-студія для підлітків від команди ГО «Бачити серцем» за фінансової підтримки Куражу. З підлітками працює команда спеціалістів: куратори, методист, психолог, спеціаліст з індивідуального супроводу, спеціаліст із танцювально-рухової терапії та постійні волонтери. У центрі реалізують проєкти, пов'язані з інклюзією. Відвідування центру безкоштовне. «Open4u» допомагає дітям з особливостями розвитку соціалізуватися у просторі, розвиватися та спілкуватися з іншими дітьми. До центру залучені волонтери, які щодня працюють разом із дітьми та допомагають їм соціалізуватися.
Кураж та Masterskaya
У жовтні 2018 року лейбл Івана Дорна «Masterskaya» та Кураж запустили спільний благодійний проєкт — флешмоб #детибезинструментов. Завдяки цьому флешмобу за підтримки відомих музикантів та 15 000 гостей, що відвідали День народження Куражу 2018, станом на вересень 2019 було зібрано 341 121 грн. На ці кошти придбали інструменти для Золотоніської музичної школи, що постраждала від пожежі, та фортепіано для 9-річної незрячої піаністки. Кожен охочий, який має зайвий музичний інструмент, у рамках цього проєкту може передати його тим установам, де цього потребують. На підтримку проєкту його ініціатори зняли ролик, у якому взяли участь артисти Masterskaya (Іван Дорн, Constantine, YUKO), діти-музиканти з оркестру «Сувенір» та інші юні актори. З огляду на резонанс акції її продовжено. До неї приєднався також магазин музичних інструментів «Pro Dj».

## Партнери
До заходів Куражу як партнери долучалися представники українських та міжнародних брендів, серед яких: BMW, MasterCard, Aperol Spritz, Grant's, Кока-кола, G.Bar, Red Bull, Jameson, Becherovka, Comfy, Samsung, Hyundai, Valtec, Lenovo, Miniso, La Roche-Posay, Bad Boy та інші.

## Відзнаки
В 2017 щомісячний київський захід «Кураж Базар» здобув друге місце в номінації «Благодійна акція» на VI національному конкурсі «Благодійна Україна».